# Klambir Lima Kebon
Klambir Lima Kebon is een bestuurslaag in het regentschap Deli Serdang van de provincie Noord-Sumatra, Indonesië. Klambir Lima Kebon telt 19.503 inwoners (volkstelling 2010).